# Тенсон корін
Тенсон Корін (яп. 天孫降臨 Тенсон ко:рін) - японський міф про сходження з Такамагахари в Асіхара-но Накацукуні богів і регалій японських імператорів, переданих Аматерасу її онуку Нінігі но мікото і поміщених в храм Ісе. Після Тенсон корін у Нінігі но мікото і його дружини принцеси квітів Коноханасакуя-хіме народився син Хоорі, один з прабатьків імператорів Японії. Нінігі но мікото супроводжувало безліч богів, але найвідоміші з них були: Омойкане - синтоїстський бог мудрості і розуму, Аме-но Тадзікарао — синтоїстський бог з величезною фізичною силою, Ама-но-Удзуме-но-Мікото — синтоїстська богиня щастя, радості, танців і театру (покровителька двох останніх) і Ама-но Івато-Ваке-но Камі (天石門別神) — синтоїстський Бог дверей і входів.